# 3360 Сірінга
3360 Сірінга (дав.-гр. σῦριγξ) — навколоземний астероїд з групи Аполлона, який імовірно входить до складу сімейства Алінди й характеризується дуже витягнутою орбітою з великим ексцентриситетом, через що в процесі руху навколо Сонця перетинає орбіти відразу трьох планет: Венери, Землі і Марса. Відкритий 4 листопада 1981 року американськими астрономами Елеанор Хелін і Скоттом Данбер в Паломарській обсерваторії. Назва походить від назви давньогрецького музичного інструменту — сірінги.
Цей астероїд не становить небезпеки для Землі на нинішній своїй орбіті, оскільки навіть під час найтісніших наближень до Землі відстань до нього вимірюється кількома десятками мільйонів кілометрів. Так, очікується, що у XXI столітті він тричі наблизиться до нашої планети на відстань меншу 40 млн км: 2039 року (33 млн км), 2070-го (40 млн км) і 2085-го (24 млн км). Найближчий проліт відбувся 20 вересня 2012 року, коли астероїд був за 62,721 млн км (0,4192 а. о.), досягнувши яскравості 17,0m видимої зоряної величини.
Якийсь час це був астероїд із найменшим номером (3360), що не мав власної назви[джерело?]. Потім (із листопада 2006 року) таким став астероїд (3708) 1974 FV1.